# Eduards Andersons
Eduards Andersons (ur. 1 kwietnia 1914 w Rydze, zm. 29 listopada 1985 tamże) – łotewski koszykarz, olimpijczyk. Reprezentant klubu US Ryga.
Mistrz Europy w koszykówce z 1935 roku, dwa lata później Łotysze uplasowali się na szóstym miejscu. Startował w światowych igrzyskach studentów, w 1933 zajął z kadrą drugie miejsce, zaś w 1935 i 1937 zwyciężał. W kadrze narodowej rozegrał 16 spotkań. Czterokrotny mistrz Łotwy (1934, 1935, 1936, 1937).
Uczestnik igrzysk olimpijskich w Berlinie (1936). W pierwszej rundzie Łotysze pokonali Urugwajczyków (20-17), jednak w drugiej ponieśli porażkę z Kanadyjczykami (23-34). W pojedynku repasażowym przegrali z Polakami 23-28 i odpadli z turnieju, zajmując w nim 15. miejsce (ex aequo z trzema ekipami, które także odpadły w tej części turnieju). W meczu z Kanadą zdobył trzy punkty, czyli najwięcej w swoim zespole.
Ukończył studia prawnicze na Uniwersytecie Łotwy. Podczas II wojny światowej trener koszykówki, w latach 1945–1956 przebywał na zesłaniu na Syberii. Po powrocie pracował w ryskich tramwajach i trolejbusach.